# Broome (Cardington)
Broome – osada w Anglii, w hrabstwie Shropshire, w dystrykcie (unitary authority) Shropshire. Leży 8 km od miasta Church Stretton, 14,7 km od miasta Shrewsbury i 215,1 km od Londynu. W latach 1870–1872 miejscowość liczyła 13 mieszkańców. Broome jest wspomniana w Domesday Book (1086) jako Brame.